# ماساهیکو کیمورا
ماساهیکو کیمورا (انگلیسی: Masahiko Kimura؛ زاده ۱۰ سپتامبر ۱۹۱۷ درگذشته ۱۸ آوریل ۱۹۹۳) یک جودوکار و کاراته کای اهل ژاپن بود که بیشتر به خاطر شکست هلیو گراسی (بنیانگذار جوجیتسوی برزیلی) معروف می باشد فنی که او برای شکست دادن گراسی استفاده کرد (یاکو یودی گارامی) در بیشتر هنرهای رزمی به نام او کیمورا شناخته می شود. وی در طول دوران حرفه ای ورزشی اش فقط 4 با شکست خورد.او درسال 1993 به دلیل ابتلا به سرطان ریه درگذشت.